# بول مولر (سياسي)
بول مولر (بالدنماركية: Poul Møller)‏ هو مؤلف وصحفي وسياسي دانمركي، ولد في 13 أكتوبر 1919 في كوبنهاغن في الدنمارك، وتوفي في 5 أغسطس 1997. حزبياً، نشط في حزب الشعب المحافظ ‏.

## مناصب
- في انتخابات البرلمان الأوروبي 1979، انتخب عضو في البرلمان الأوروبي عن دائرة الدنمارك (دائرة انتخابية للبرلمان الأوروبي) لترشحه ضمن  قائمة حزب الشعب المحافظ [الإنجليزية]‏، وقد انضم خلال فترته النيابية (17 يوليو 1979 – 23 يوليو 1984)  للكتلة البرلمانية الديمقراطيون الأوروبيون [الإنجليزية]‏.
- في انتخابات البرلمان الأوروبي 1984، انتخب عضو في البرلمان الأوروبي عن دائرة الدنمارك (دائرة انتخابية للبرلمان الأوروبي) لترشحه ضمن  قائمة حزب الشعب المحافظ [الإنجليزية]‏، وقد انضم خلال فترته النيابية (24 يوليو 1984 – 13 أكتوبر 1986)  للكتلة البرلمانية الديمقراطيون الأوروبيون [الإنجليزية]‏.
- انتخب عضو فولكتنغ [الإنجليزية]‏.
- انتخب وزير المالية الدنماركي [الإنجليزية]‏ (2 فبراير 1968 – 17 مارس 1971).

## روابط خارجية
- بول مولر على موقع مونزينجر (الألمانية)